# Менцежин (Куявсько-Поморське воєводство)
Менцежин (пол. Mięcierzyn) — село в Польщі, у гміні Роґово Жнінського повіту Куявсько-Поморського воєводства.
Населення — 306 осіб (2011).
У 1975-1998 роках село належало до Бидгощського воєводства.

## Демографія
Демографічна структура станом на 31 березня 2011 року:
|          | Загалом | Допрацездатний вік | Працездатний вік | Постпрацездатний вік |
| -------- | ------- | ------------------ | ---------------- | -------------------- |
| Чоловіки | 150     | 36                 | 101              | 13                   |
| Жінки    | 156     | 38                 | 87               | 31                   |
| Разом    | 306     | 74                 | 188              | 44                   |